# Grébault-Mesnil
Grébault-Mesnil è un comune francese di 216 abitanti situato nel dipartimento della Somme nella regione dell'Alta Francia.

## Società

### Evoluzione demografica
Abitanti censiti